# Jakob Sutter
Johann Jakob Sutter von Bühler (1812 - 1865) was een Zwitsers politicus.
Jakob Sutter was lid van de Regeringsraad van het kanton Appenzell Ausserrhoden. Tussen 1854 en 1864 was hij meerdere malen Regierend Landammann (dat wil zeggen regeringsleider) van Appenzell Ausserrhoden. 

## Landammann
- 1854 - 1856
- 1858 - 1861
- 1863 - 1864